# BOING〜ぼいん〜
『BOING〜ぼいん〜』は、山口譲司による日本の漫画作品。
『週刊ヤングジャンプ』（集英社）において、1999年（平成11年）20号から2001年（平成13年）3・4合併号まで連載され、『週刊ヤングジャンプ増刊・漫革』（同社刊）2001年2月15日号に掲載された。全84話。単行本は全7巻。全84話。

## 主な登場人物
椿 座丸（つばき ざまる）
主人公。初登場時は15歳の高校生。
極度のボイン（作中の座丸の言によれば単なる巨乳、爆乳とは異なる）フェチ。どちらかと言えば美形でもあるため女性に言い寄られることも多いが、そういう女性には目もくれず究極のボインを追い求める。
モネ
座丸にとって理想的な二つの隆起を幹に持つ桜の樹から出てきた謎の美女。
形状、感触、色の全てが最高という究極のボインを持つが、邪念を持つ者がボインに触れるとその者は爆発を起こす。
小比類 真希（こひるい まき）
座丸の幼馴染みの美少女。
ツンデレな性格で、ボインフェチな座丸につくづく呆れているが座丸のことが好き。しかし16歳時点では微乳であるため、気後れしている。

## 単行本
- 山口譲司 『BOING〜ぼいん〜』 集英社〈ヤングジャンプ・コミックス〉、全7巻
  1. 1999年09月22日発行 「Are you BOING?の巻」 ISBN 4-08-875830-7
  2. 1999年12月18日発行 「ぼいん伝説の巻」 ISBN 4-08-875861-7
  3. 2000年03月22日発行 「スーパーボイン列伝!!の巻」 ISBN 4-08-875897-8
  4. 2000年06月24日発行 「ボインで発射!の巻」 ISBN 4-08-876033-6
  5. 2000年09月24日発行 「復讐のボイン使いの巻」 ISBN 4-08-876061-1
  6. 2000年12月16日発行 「世界はボインのためにの巻」 ISBN 4-08-876100-6
  7. 2001年02月24日発行 「I'm BOING!!の巻」 ISBN 4-08-876122-7